# Sućuraj
Sućuraj (italienska: San Giorgio) är en kommun och ort på ön Hvar i Kroatien. Kommunen ligger på öns östligaste sida, närmast fastlandet, och har 463 invånare (2011).

## Historia
Sućuraj omnämns för första gången i skriftlig form i Hvarstatuten från år 1331. I texten omnämns sankt Göran-kyrkan (ecclesiam santi Georgii) efter vilken orten är uppkallad. Samhället Bogomolje som hör till kommunen Sućuraj omnämns i en text från år 1489. Ortens historia är dock äldre än så.
Arkeologiska fyndigheter bestående av keramiska delar visar att området där Sućuraj ligger var befolkat redan på yngre stenåldern (6000-talet f.Kr.) På järnåldern beboddes området av illyrer som livnärde sig på boskapsskötsel och jordbruk. Enligt en obekräftad legend ska den illyriska drottningen Teuta under en del av sin regeringstid ha residerat i Sućuraj. Föga är känt om de forna illyriska bosättarna men ön Hvars östligaste del som ligger närmast fastlandet tros vid tiden ha spelat en viktig strategisk roll. En grekisk-illyrisk hjälm från 400-talet f.Kr. har hittats i kanalen mellan Sućuraj och fastlandet.
På 200-100-talet f.Kr. anlade de antika grekerna kolonier på Hvar och Vis och hellenistisk keramik har påträffats på flera platser i Sućurajs kommun. På 200-talet f.Kr. blev den romerska närvaron vid östra adriatiska kusten allt starkare. Genom de illyriska krigen intog romarna gradvis vad som idag är det kroatiska kustlandet. Antik keramik med romersk mosaik har bland annat påträffats vid klostret i Sućuraj.
Under folkvandringstiden på 600–700-talet bosatte sig slaver (kroater) på ön Hvar som därefter gradvis antog en slavisk prägel. Sućuraj kom att ingå i Paganien, furstendömet Kroatien, kungariket Kroatien och kungariket Ungern innan bosättningen liksom ön Hvar år 1420 föll under venetianskt styre. Sankt Görans kyrka, efter vilken orten är uppkallad, uppfördes troligtvis på 1200-talet och ersattes år 1897 av en ny kyrka.
Osmanernas avancemang och framfart i sydöstra Europa på 1500-talet ledde till att människor från fastlandet tog sin tillflykt till bland annat ön Hvar och Sućuraj. Under samma århundrade och i synnerhet under det Cypriotiska kriget (1570–1573) mellan Osmanska riket och Venedig brändes Sućuraj ned till grunden flera gånger. För att försvara bosättningen och den strategiskt viktiga hamnen lät Venedig år 1613 uppföra en fästning (Fortica) i Sućuraj. I början av 1700-talet ingicks ett fredsavtal mellan parterna vilket ledde till att det osmanska hotet försvann. Men det skulle komma att ta lång tid för Sućuraj att återhämta sig.

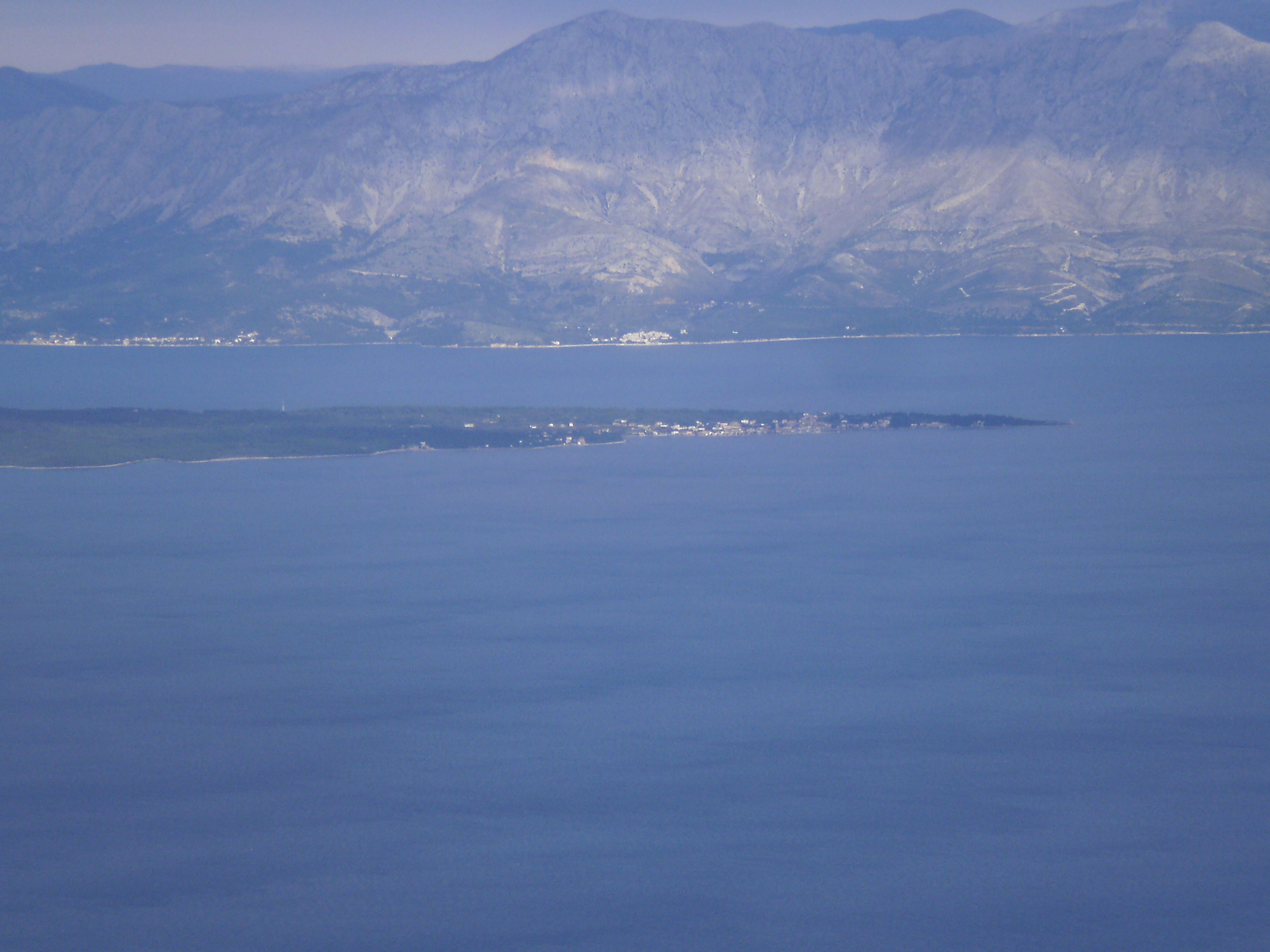
Sučuraj sett från Pelješac. I bakgrunden syns fastlandet.

Efter republiken Venedigs upplösning år 1797 övertog fransmännen administrationen av Sućuraj. Den kortvariga franska administrationen präglades av ekonomisk återhämtning. År 1811 grundande den franska administrationen Sućurajs kommun. År 1815 övertog österrikarna administrationen av Sućuraj som därefter ingick i den österrikiska (sedermera österrikisk-ungerska) provinsen kungariket Dalmatien. Den österrikiska administrationen skulle vara till år 1918 då Österrike-Ungern upplöstes. Under den österrikiska perioden styrdes kommunen av företrädare från Autonomisternas parti men i valet år 1874 övertog Folkpartiet makten i kommunfullmäktige.
1800-talets andra hälft präglades av ekonomisk tillväxt med expansion av vintillverkning och fiskenäringen. Vägar byggdes och en vågbrytare anlades. År 1889 öppnade Sućurajs grundskola. Denna "guldålder" i Sučurajs historia blev dock kortvarig. Sedan de lokala vinodlingarna drabbats av vinlus infördes den så kallade "vinklausulen" som innebar att import av italienska viner till Österrike föredrogs på bekostnad av lokalproducerade dalmatiska vinsorter. Avsaknaden av arbetstillfällen ledde till att Sućuraj blev en utflyttningsort. Många åkte till Nya Zeeland där de anställdes för att plocka harts från kauriträd. Utflyttningen fortsatte under mellankrigstiden varigenom det finns emigranter från Sućuraj i Nya Zeeland, Australien och USA.

## Etymologi
Kommunen och ortens namn kommer från sankt Görans kyrka som troligtvis uppfördes 1200-talet i Sućuraj och var tillägnad sankt Göran (på kroatiska sveti Juraj). Ortsnamnet härleds från helgonnamnet. Det är bildat genom en sammanslagning av prefixet 'sut' och helgonnamnet 'Juraj'. Dess italienska namn, San Giorgio (Sankt Göran), har samma ursprung. Det italienska namnet var i bruk under de århundraden Sućuraj löd under venetianskt styre och sedermera även av den österrikiska administrationen.

## Administrativ indelning
Sućurajs kommun grundades ursprungligen år 1811 av den då kortvariga franska administrationen. Den består idag av de tre samhällena Bogomolje, Selca kod Bogomolja och Sućuraj.

## Geografi
Kommunen utgör ön Hvars östligaste del och täcker en yta på 44,65 kvadratmeter. Orten Sućuraj ligger i en skyddad vik och är belägen cirka 5 kilometer från fastlandet och cirka 77 kilometer från staden Hvar.

## Demografi
Av kommunens 463 invånare är 236 kvinnor och 227 män. En absolut majoritet av invånarna (445 personer eller 96,11 % av befolkningen) är kroater. Majoriteten (400 personer eller 86,39 % av befolkningen) bekänner sig till den romersk-katolska tron. Sedan år 1921 då Sućuraj hade 1 809 invånare har befolkningsantalet stadigt minskat.

## Arkitektur och byggnadsverk (urval)
- Franciskanklostret (Franjevački samostan), Sućurajs äldsta byggnad. Ursprungligen ett augustinkloster. Årtalet för dess konstruktion är okänd (möjligtvis lades grunderna redan på 800-talet) men dess tillbyggnad och rekonstruktion från år 1309 är dokumenterad.
- Fästningen Fortica, uppförd år 1613 av den venetianska administrationen med syfte att försvara Sućuraj från osmanska angrepp. Har sedan uppförandet tillbyggs och förändrats flera gånger.
- Sankt Görans stiftskyrka (Župna crkva sv. Jurja), uppförd år 1897 i nyromansk stil. Ersatte den tidigare kyrkan som troligtvis uppfördes på 1200-talet och är upphov till Sućurajs ortsnamn.
- Sankt Antonius kyrka (Crkva sv. Ante), ursprungligen uppförd år 1663.
- Sućuraj-fyren (Svjetionik Sućuraj), uppförd år 1889 och är ett landmärke.
- Sankt Nikolaus staty (Kip sv. Nikole), en staty föreställande helgonet sankt Nikolaus som år 2003 placerades vid vågbrytaren (anlagd år 1870) i hamnen.

## Näringsliv

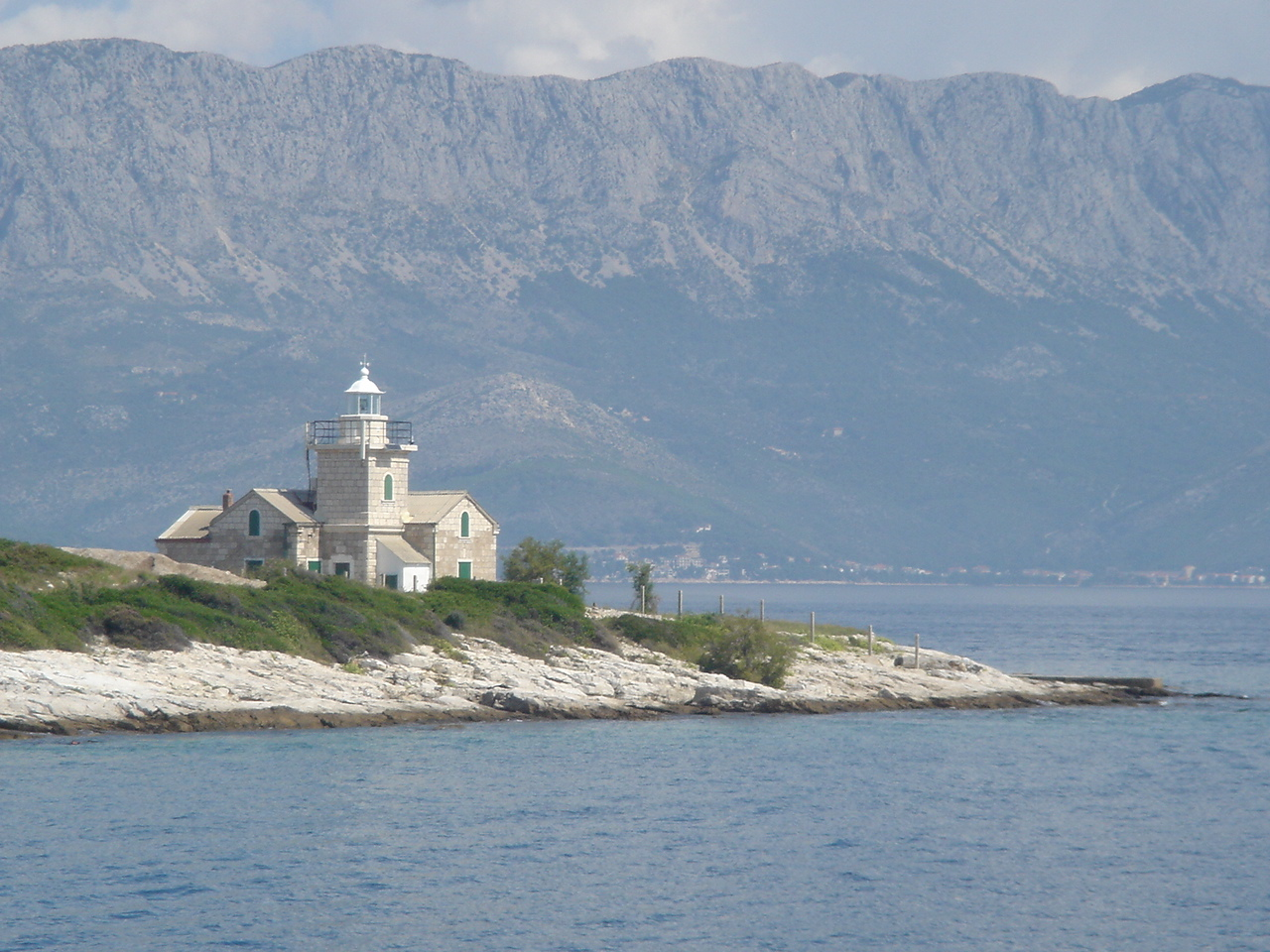
Sučurajs fyr.

De främsta näringsgrenarna i Sućuraj är jordbruk, turist- och fiskenäringen. Fiskenäringen har traditionellt varit en viktig inkomstkälla för lokalinvånarna och i den forna sardinfabriken i Sućuraj finns idag en fiskodling. Det lokala jordbruket är främst inriktat på vin-, olivolje- och honungsproduktion. Fruktodling av citroner, apelsiner och mandariner förekommer i mindre skala och tjänar främst för husbehov.

## Kommunikationer
Sućuraj är genom en färjelinje förbunden med Drvenik på fastlandet. Överfarten tar drygt 25 minuter. Under sommarsäsongen är det överfarter med anledning av det ökade antalet turister. Den lokala vägen 116 leder västerut mot ön Hvars centrala färjeläge i Stari Grad. Delar av denna väg har karaktären av serpentinväg.